# James William Malone
James William Malone (* 8. März 1920 in Youngstown, Ohio; † 9. April 2000 ebenda) war ein US-amerikanischer Geistlicher und römisch-katholischer Bischof von Youngstown.

## Leben
James William Malone empfing am 26. Mai 1945 das Sakrament der Priesterweihe für das Bistum Youngstown. 1957 wurde Malone an der Katholischen Universität von Amerika in Washington, D.C. mit der Arbeit Administration of the teacher in the parochial elemantary schools of Ohio („Die Verwaltungstätigkeit des Lehrers in den pfarrlichen Grundschulen von Ohio“) zum Doktor der Theologie promoviert.
Am 2. Januar 1960 ernannte ihn Papst Johannes XXIII. zum Titularbischof von Alabanda und zum Weihbischof in Youngstown. Der Bischof von Youngstown, Emmet Michael Walsh, spendete ihm am 24. März desselben Jahres die Bischofsweihe; Mitkonsekratoren waren der Bischof von Columbus, Clarence George Issenmann, und der Weihbischof in Cleveland, John Joseph Krol. James William Malone nahm an allen vier Sitzungsperioden des Zweiten Vatikanischen Konzils teil. Am 29. Januar 1966 wurde Malone Apostolischer Administrator von Youngstown.
Papst Paul VI. ernannte ihn am 2. Mai 1968 zum Bischof von Youngstown. Die Amtseinführung erfolgte am 20. Juni desselben Jahres. 1978 erhielt James William Malone für sein soziales Engagement den Thomas Merton Award. Zudem war Malone von 1980 bis 1983 stellvertretender Vorsitzender und von 1983 bis 1986 Vorsitzender der Bischofskonferenz der Vereinigten Staaten (USCCB).
Am 5. Dezember 1995 nahm Papst Johannes Paul II. das von James William Malone aus Altersgründen vorgebrachte Rücktrittsgesuch an. Sein Grab befindet sich auf dem Calvary Cemetery in Youngstown.